# Desenio Group
Desenio Group AB är ett svenskt handelsföretag, som säljer väggdekorationer och ramar. Det hade 2020 en proformaomsättning på 1,3 miljarder kronor, inklusive det i december 2020 förvärvade företaget Poster Store Sverige AB. Det grundades 2008 och är sedan 2021 noterat på First North på Stockholmsbörsen.